# Estrella de Campbell

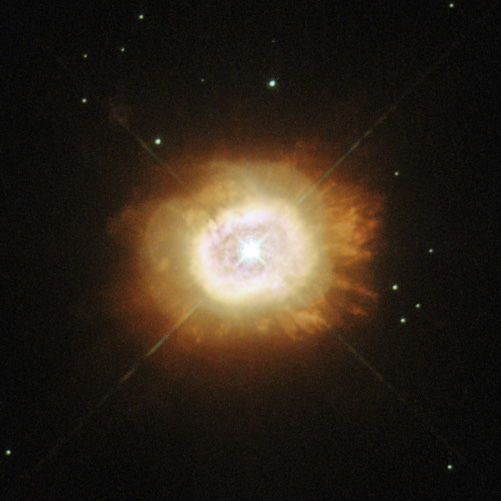
La estrella de Campbell y la nebulosa planetaria asociada a ella observadas por el telescopio espacial Hubble.

La estrella de Campbell (HD 184738 / HIP 96295 / BD+30 3639) —también conocida como la estrella de hidrógeno de Campbell— es la estrella central de la nebulosa planetaria PK 064+05 1.
Se localiza en la constelación del Cisne 2,5° al norte de Albireo (β Cygni) y 1° al este de φ Cygni.
Se encuentra a unos 1200 pársecs —3900 años luz— del sistema solar.
De magnitud aparente +10,41, la estrella de Campbell es una estrella de Wolf-Rayet de carbono de tipo espectral [WC9]. Extraordinariamente caliente —tiene una temperatura efectiva de 55 000 K—, es 6000 veces más luminosa que el Sol.
Es una estrella deficiente en hidrógeno en un avanzado estado evolutivo.
Aunque su masa actual es un 60 % de la que tiene el Sol, se piensa que su progenitora era una estrella de ~ 2 masas solares ahora en la fase de la rama asintótica gigante (RAG); en última instancia se transformará en una enana blanca.
Su composición química es muy diferente a la del Sol; es deficiente en hierro (Fe/O ~ 0,3) pero muestra unos elevados contenidos de carbono y neón (C/O ~ 30).
La nebulosa planetaria asociada a la estrella de Campbell tiene una edad aproximada de 700 u 800 años.
En contraste con el polvo asociado a otras estrellas WC tardías, compuesto fundamentalmente por carbono amorfo, esta nebulosa planetaria muestra polvo de silicato cristalino, indicando un cambio reciente de una química dominada por el oxígeno a otra dominada por el carbono.
Se ha propuesto que la existencia de una compañera estelar podría compaginar la composición del polvo de la nebulosa planetaria con la deficiencia de hidrógeno de la estrella central.